# Isohypsibius palmai
Isohypsibius palmai är en djurart som tillhör fylumet trögkrypare, och som beskrevs av Giovanni Pilato 1996. Isohypsibius palmai ingår i släktet Isohypsibius och familjen Hypsibiidae. Inga underarter finns listade i Catalogue of Life.